# إيرول هاريس (لاعب كريكت)
إيرول هاريس (بالإنجليزية: Errol Harris)‏ (2 مايو 1963 في أستراليا - ) هو لاعب كريكت أسترالي.

## وصلات خارجية
- إيرول هاريس على موقع إي آس بي آن كريك إنفو (الإنجليزية)